# 풍기중학교
풍기중학교(豊基中學校)는 대한민국 경상북도 영주시 풍기읍 동부리에 있는 공립 중학교이다.

## 학교 연혁
- 1948년 7월 20일 : 풍기고등공민학교 설립
- 1950년 3월 15일 : 풍기중학교 개교 (3학급)
- 1986년 3월 1일 : 특수학급 인가(1학급)
- 2004년 12월 28일 : 운동장 우레탄 체육시설 준공
- 2006년 11월 2일 : 소백도서관 완공
- 2012년 2월 29일 : 과목중점형(수학, 영어) 교과교실 구축
- 2012년 11월 13일 : 급식실 현대화 사업 완료
- 2016년 10월 27일 : 다목적강당 완공
- 2023년 3월 1일 : 박재진 교장 부임
- 2024년 1월 5일 : 제74회 졸업식(25명 졸업, 총 졸업생수 12,821명)
- 2024년 3월 4일 : 신입생 34명 입학

## 참고 자료
- 풍기중학교 - 한국교육학술정보원 학교알리미